# Cozmin Gușă
Cozmin Horea Gușă (n. 2 iulie 1970, Câmpia Turzii, jud. Cluj) este de profesie fizician, actualmente fiind geopolitician, consultant politic, jurnalist și fost președinte al Federației Române de Judo. Pozițiile sale publice în plan editorial sau în plan politic au fost mereu de tip suveranist, conservator, la începutul carierei fiind un politician de stânga ( între 2001 și 2003 era la vârful Partidului Social Democrat - PSD - ca secretar general al partidului). În plan public, datorită acestor poziții, a fost acuzat de influență pro-rusă, pro-Putin, deși Gușă declară că nu s-a întâlnit niciodată cu președintele rus, el fiind totuși în anul 2001 inițiatorul unui demers de protocol de colaborare între PSD și Edinstvo, partidul lui Putin de atunci. De asemenea, Cozmin Gușă este unicul politician român care în calitate de secretar general al PSD a semnat un protocol de colaborare între un partid românesc și Partidul Muncii din Israel în 2002, protocol ce a rămas în vigoare. Din februarie 2021, Cozmin Gușă realizează cel mai popular talk-show politic de radio din România, sub numele de Ce-i în Gușă, și-n căpușă la Gold FM.
În data de 12 noiembrie 2019 a fost exclus din Partidului Social Democrat (PSD).

## Viața personală
Cozmin Gușă este căsătorit din 1994 cu Gabriela Gușă. Au împreună doi copii: Andrei Cosmin, născut în 1997, și Daria Gabriela, născută în 2003. Andrei este absolvent al Facultății de Afaceri Internaționale din Rotterdam și al Master-ului în Marketing de la Facultatea de Economie din Viena. Acum este patronul radio-ului Gold FM și al site-ului de știri Solid News. Daria a studiat la Viena și acum este studentă în Marea Britanie la Universitatea St Andrews, urmând să absolve un Master în Relații Internaționale și Orientul Mijlociu. 
Fiul cel mare, Andrei-Cosmin, a fost ales deputat în 2024 din partea S.O.S. România.

## Deputat
Ales deputat în circumscripția electorală nr.42 BUCUREȘTI, pe listele Alianței Dreptate și Adevăr PNL-PD, în anul 2004

## Studii și specializări
- 1989 - 1994 - șef de promoție Fizica Corpului Solid, Facultatea de Fizică al Universității Babeș-Bolyai Cluj-Napoca;[7]
- 1997  - Curs de management în mass-media în SUA sponsorizat de către U.S.A. Government și Freedom House;[7]
- 1998 - Absolvent al programului International Visitors în SUA, sponsorizat de către Guvernul SUA[7]
- 2002 - Curs de negocieri economice internaționale, Ecole Nationale d’Administration Paris.[7]
- 2007 - Doctorat în Management-ul organizațiilor de presă, Academia de Studii Economice din București;
- 2011 - Doctorat în geopolitică, 'Geopolitica dezordinii în fostele state comuniste', Universitatea București. Arhivat în 18 aprilie 2024, la Wayback Machine.

## Activitatea politică
- 2001 - 2003 - Secretar General al Partidului Social Democrat (PSD)[7]
- 2004 - 2005 membru în Biroul Permanent al Partidului Democrat (PD)[7]
- 2004 - Director de campanie al lui Traian Băsescu
- feb. 2005 - 2008,  deputat independent[6]
- sept. 2005 - 2008 - Președinte al Partidului Inițiativa Națională (PIN) - PIN[nefuncțională]
[8]. PIN este primul partid suveranist din România, format strict din oameni ce nu au fost membrii ai partidului comunist.

Din 2008, Cozmin Gușă a ieșit din politică, dar în 2009 a fost consultantul campaniei electorale a candidatului prezidențial Mircea Geoană. Din 2010, acesta s-a concentrat pe activitatea de consultanță și management mass-media.

## Activitatea parlamentară
Grupul parlamentar al Partidului Democrat  - până în feb. 2005   Lider  - până în feb. 2005
- Luări de cuvânt în plenul Camerei Deputaților:  9 (în 6 ședințe)[6]
- Propuneri legislative inițiate: 13[6]

## Activitatea de consilier
A fost consilier pentru Vlad Plahotniuc, Mircea Geoană (PSD), Traian Băsescu (PDL).

## Consultanță politică
Cozmin Gușă a desfășurat activități de consultanță politică în Republica Moldova, Mexic, SUA și Serbia.

## Activitate mass-media
- 1994 - Manager Hiparion (trust de distribuția presei) Cluj [7]
- 1995 - Redactor-șef la Radio Sonic Cluj [7]
- 1996 - Manager trust de presă Mesagerul Cluj [7]
- 1998 - 2000 - Director de dezvoltare trust Intact [7]
- 1999 - 2000 - Președinte Jurnalul [7]
- 2012 - 2020 - Patron Realitatea TV [12]
- 2019 - Realizator al Emisiunii România 2019 la Realitatea TV [13]
- 2021 - prezent - Realizator al emisiunii Ce-i în Gușă, și-n căpușă la Gold FM [14]
- 2023 - Fondator al Clubului de Presă [15]

## Alte activități
- 2021 - Fondator al Clubului de Gândire Gold [16]
- 2017 - 2025 - Președinte al Federației Române de Judo[17][18]

## Publicații
- „Imperialism în postcomunism - Geopolitica dezordinii în fostul lagăr socialist”, 2011[19]
- „Un ospiciu numit România - Cronica unui eșec premeditat”, 2010
- „10 Păcate ale României - după douăzeci de ani de postcomunism”, 2006
- Sorin Roșca Stănescu, Cozmin Gușă, Andrei Gușă, Marius Ghilezan, Iosefina Pascal, H.D. Hartmann, Adrian Severin, Petru Romoșan, Războiul din Ucraina, Editura Rao, 2022, ISBN 9786060067450